# Lepidoscia glabrella
Lepidoscia glabrella is een vlinder uit de familie van de zakjesdragers (Psychidae). De wetenschappelijke naam van deze soort is voor het eerst voorgesteld als Sentica ? glabrella door Francis Walker in een publicatie uit 1863.
De soort komt voor in Australië (Nieuw-Zuid-Wales).